# Port lotniczy Garoe
Port lotniczy Garoe (kod IATA: GGR) – lotnisko obsługujące miasto Garoowe w Somali (Puntland).

## Kierunki lotów i linie lotnicze
| Linia Lotnicza          | Kierunek                                          |
| ----------------------- | ------------------------------------------------- |
| African Express Airways | 1. Boosaaso 2. Mogadiszu 3. Nairobi               |
| Ethiopian Airlines      | 1. Addis Abeba                                    |
| Jubba Airways           | 1. Boosaaso 2. Gaalkacyo 3. Hargejsa 4. Mogadiszu |